# Етьєн Брюле
Етьєн Брюле (фр. Étienne Brûlé 1592, Шампіньї-сюр-Марн поблизу Парижа — червень 1633, Нова Франція) — французький дослідник. Брюле здобув собі ім'я, досліджуючи Квебек.
Брюле, який вперше побував у Новій Франції в 1608 році, був посланий через два роки Самюелем де Шампленом вивчати віандотів (гуронів). На відміну від більшості інших європейських дослідників, Брюле був доволі відкритим до культури і звичаїв корінних народів Північної Америки. Тож він вивчив мову віандотів і перейняв їхні манери та звичаї.
Як скаут-розвідник Шамплейна, Брюле досліджував більшу частину території сучасного Квебеку, Онтаріо та Мічиґану. Він також був одним із перших «кор-де-буа» фр. coureur des bois (рейнджерів, мисливців, які займалися торгівлею хутром безпосередньо з корінним населенням у тоді ще не досліджених районах Північної Америки).
Брюле був першим європейцем, який позначив усі п’ять Великих озер, а саме Верхнє, Мічіган, Гурон, Ері та Онтаріо. Він також досяг Чесапікської затоки під час своїх розвідувальних подорожей, де був невдовзі захоплений і закатований ірокезами.
Оскільки Брюле перейняв звичаї віандотів і, крім того, мав доступ до французької адміністрації через свій статус coureur des bois, він завжди був колючкою в оці для влади. У 1620 році, після остаточного розриву з Шампленом, Брюле покинув Квебек, щоб жити з віандотами. З новим життям Брюле також більше не відчував лояльності до Франції, у 1629 році він зрадив Шамплена та допоміг англійцям захопити його в полон та взяти Квебек. В бою між віандотами та ірокезами Брюле отримав поранення; його товариші покинули його напризволяще. Йому однак вдалося втекти з полону і повернутися до віандотів, які, в свою чергу, не повірили його історії. Вони звинуватили його в державній зраді або торгівлі з ворогом і закатували Брюле до смерті в червні 1633 року.
13 червня 1984 року уряд Канади в особі міністра, відповідального за Раду історичних місць і пам’яток Канади, вшанував Брюле та оголосив його «особою національного історичного значення».

## Вебпосилання
- Étienne Brûlé. In: The Canadian Encyclopedia. Abgerufen im 1. Januar 1 (englisch, français).